# نازارنو تارانتینو
نازارنو تارانتینو (انگلیسی: Nazzareno Tarantino؛ زادهٔ ۴ ژانویهٔ ۱۹۷۹) بازیکن فوتبال اهل ایتالیا است.
از باشگاه‌هایی که در آن بازی کرده‌است می‌توان به باشگاه فوتبال کروتونه، باشگاه فوتبال امپولی، و باشگاه فوتبال یووه استابیا اشاره کرد.